# Matfre Ermengau

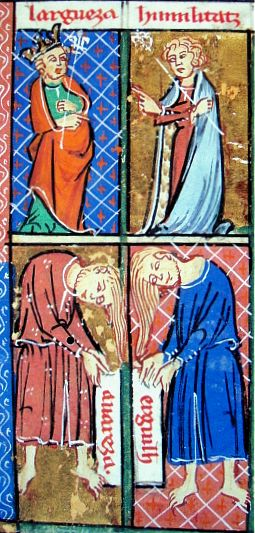
Miniatures de "Lo Breviari d'amor" de Matfre Ermengau on apareixen dues característiques del veritable amor cortés i les seves contràries: generositat-avarícia, humilitat-orgull.

Matfre Ermengau (1245—1322) fou un escriptor occità. Era un frare franciscà de Besiers que el 1288 va compondre Lo breviari d'amor, obra didàctica de 34.735 octosíl·labs, imitació de l'obra llatina Speculum naturale del dominicà Vicent de Beauvais, tutor dels fills de Lluís IX de França. Hi explica la creació de l'univers per l'acció dinàmica de l'amor. La font d'aquest amor és Déu, amors generals, crea l'home i la natura per mitjà de l'amor. Diferencia el dret natural (amor sexual i natural) del dret de gents (amor de déu i proïsme i dels béns temporals). Integra l'ensenyament dels trobadors dins les perspectives catòliques pel que fa a l'amor dels sexes. I acaba el llibre amb un Perilhós tractat d'amor on recull cites dels trobadors a favor del matrimoni.
La seva obra fa una mena de compilació de saber amb influència d'Aristòtil, Plini, Sèneca, Galè, Ptolemeu i dels savis àrabs, té un gran abast i formalment molt desigual.
L’obra va aconseguir una gran difusió durant els segles xiv i xv al sud de França i a Catalunya. En alguns còdexs, com el conservat a la British Library, el text català s’acompanya de la traducció a l’hebreu dels passatges bíblics que, segons l’autor, els jueus es neguen a acceptar com a profecies de l’adveniment del Messies. Les imatges emfasitzen aquesta mala lectura i l’expliquen per la intervenció del diable.